# أرضية الغابة

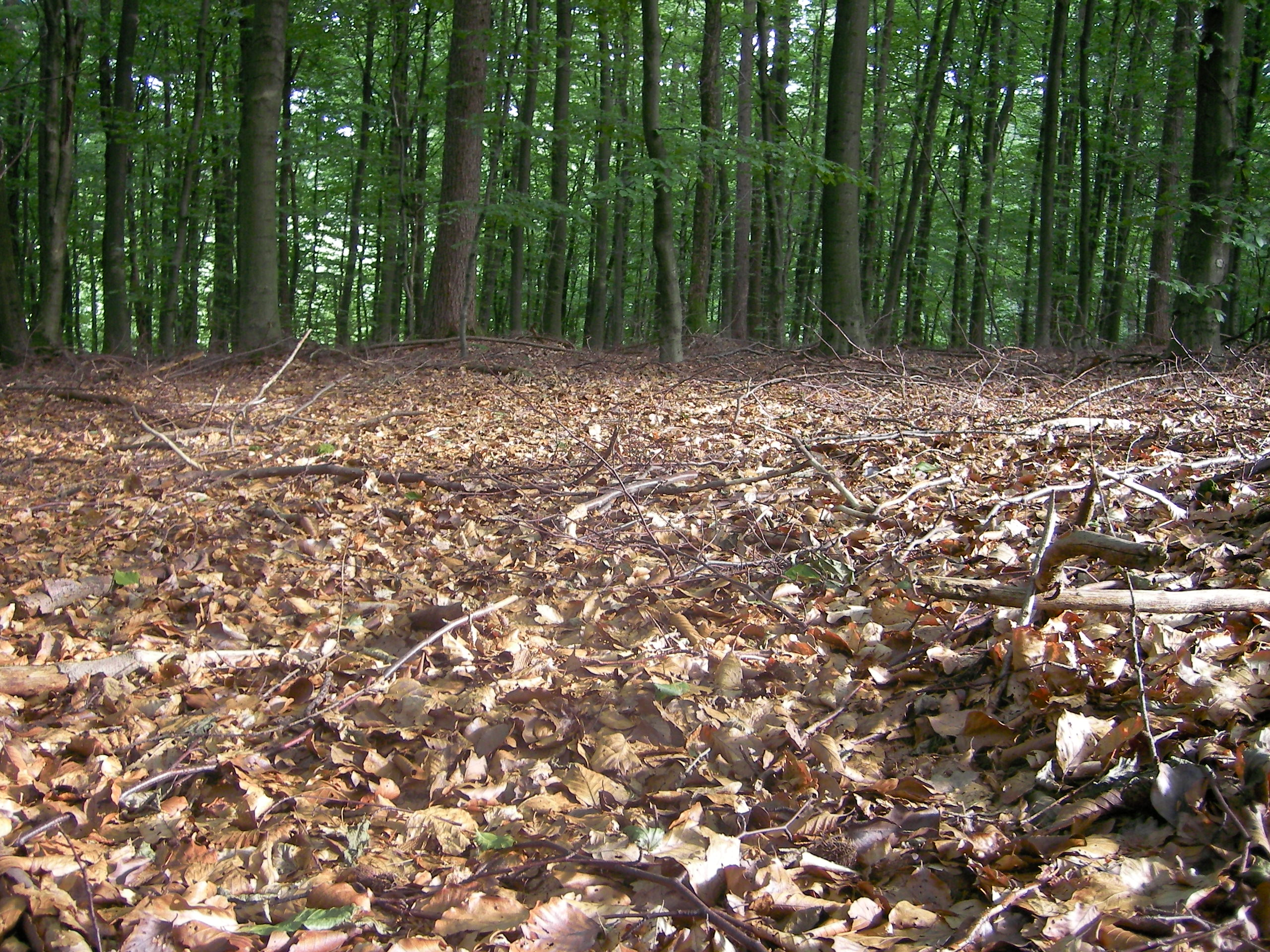
أرضية الغابة من غابة عريضة الأوراق المعتدلة تظهر بقايا الأوراق.

تُعد أرضية الغابة (بالإنجليزية: forest floor)، أحد أكثر السمات المميزة للنظام البيئي للغابات. يتكون أساسًا من أجزاء نباتية سفلية، مثل الأوراق والفروع واللحاء والسيقان، الموجودة في مراحل مختلفة من التحلل فوق سطح التربة. على الرغم من أن قاع الغابة يتكون من مواد عضوية غير حية، إلا أنه يعج بمجموعة واسعة من الحيوانات والنباتات. وهو أحد أغنى مكونات النظام الإيكولوجي من ناحية التنوع البيولوجي بسبب وجود عدد كبير من المتحللات والحيوانات المفترسة الموجودة، والتي ينتمي معظمها إلى اللافقاريات والفطريات والطحالب والبكتيريا والأركيا. قد تكون بعض النباتات (المكيفة) أكثر وضوحًا في الغابات الاستوائية، حيث تكون معدلات الأيض وتنوع الأنواع أعلى بكثير من المناخات الباردة.
تُعد أرضية الغابة إضافةً إلى التربة أحد الأماكن الرئيسية لتخزين المواد العضوية والمواد المغذية داخل الأنظمة. تُعد أرضية الغابة بمثابة جسر بين النباتات الحية فوق سطح الأرض والتربة، وهي عنصر حاسم في نقل المغذيات من خلال الدورة الكيميائية الحيوية . تتم إضافة الكثير من الطاقة والكربون الثابت بواسطة الغابات بشكل دوري إلى أرضية الغابات، ويتم توفير جزء كبير من المتطلبات الغذائية للنظم الإيكولوجية للغابات عن طريق تحلل المواد العضوية في أرضية الغابات وسطح التربة. ترتبط الإنتاجية المستدامة للغابات ارتباطًا وثيقًا بتحلل أجزاء نبات السقيفة، لا سيما الأوراق الغنية بالمغذيات. أرضية الغابات هي أيضا مصدر مهم للوقود في حرائق الغابات.

## التكوين
تعتمد كمية المواد الموجودة في قاع الغابة على التوازن بين المدخلات من إنتاج النفايات والنواتج الناتجة عن التحلل، كما تعكس الكميات أيضًا تاريخ اضطراب الموقع. يعتبر كل من إنتاج القمامة والتحلل من وظائف الموقع والغطاء النباتي الذي يشغل الموقع. يتم تحديد أرضية غابة حسب وزنه المساحي وعمقه ومحتواه الغذائي. عادةً ما تكون أرضيات الغابات أثقل وأعمق في الغابات الشمالية والغابات الجبلية حيث تكون معدلات التحلل بطيئة. على النقيض من ذلك، عادة ما تحدث أخف وأرق أرضيات الغابات في الغابات الاستوائية حيث تكون معدلات التحلل سريعة، إلا في الرمال البيضاء حيث لا يمكن توفير المواد الغذائية من التجوية المعدنية.

### الغابات المعتدلة
تنقسم الطبقة العضوية إلى ثلاث طبقات: على السطح، تكون بقايا الأوراق مكونة من مواد نباتية غير متحللة؛ تحت الدبال الذي هو نتاج المواد النباتية المتحللة. بين القمامة والدبال طبقة متحللة جزئيًا من المادة العضوية. يعتبر بعض المتخصصين أن هذه المنطقة تعادل أفق التربة بينما بالنسبة للآخرين، فإن هذا يشمل فقط الدبال والطبقة الوسيطة، باستثناء القمامة. غالبًا ما تحتوي نباتات الغابات التي تعيش في هذه المنطقة على جذور.

### الغابات الاستوائية
بسبب عمل النمل الأبيض والألفية الأرجل والكائنات الحية الأخرى، قد تكون طبقة بقايا الأوراق في الغابات الاستوائية أقل وضوحًا، أو غائبة تقريبًا في أوقات معينة من السنة. مع وجود ما يصل إلى ثلاث طبقات من المظلات المحددة أعلاه، تصل مستويات أشعة الشمس المنخفضة نسبياً (أقل من 2٪). من الأمثلة على المجموعة الواسعة من النباتات المتكيفة مع هذه المنطقة ما يلي: طحالب السنبلة والزنجبيلية.

## روابط خارجية
- موسوعة الشبكة: جودة التربة.
- المتحف الأمريكي للتاريخ الطبيعي: Forest Floor Diodrama.
- Taltree: المشتل والحديقة: The Forest Floor.